# Superbike-Weltmeisterschaft 2021
Die Superbike-WM-Saison 2021 war die 34. in der Geschichte der FIM-Superbike-Weltmeisterschaft. Es wurden bei 13 Veranstaltungen 38 Rennen ausgetragen.

## Punkteverteilung
Weltmeister wird derjenige Fahrer beziehungsweise der Hersteller, der bis zum Saisonende die meisten Punkte in der Weltmeisterschaft angesammelt hat. Bei der Punkteverteilung werden die Platzierungen im Gesamtergebnis des jeweiligen Rennens berücksichtigt. Die fünfzehn erstplatzierten Fahrer jedes Rennens erhalten Punkte nach folgendem Schema:
| Punkteverteilung | Punkteverteilung | Punkteverteilung | Punkteverteilung | Punkteverteilung | Punkteverteilung | Punkteverteilung | Punkteverteilung | Punkteverteilung | Punkteverteilung | Punkteverteilung | Punkteverteilung | Punkteverteilung | Punkteverteilung | Punkteverteilung | Punkteverteilung |
| ---------------- | ---------------- | ---------------- | ---------------- | ---------------- | ---------------- | ---------------- | ---------------- | ---------------- | ---------------- | ---------------- | ---------------- | ---------------- | ---------------- | ---------------- | ---------------- |
| Platz            | 1                | 2                | 3                | 4                | 5                | 6                | 7                | 8                | 9                | 10               | 11               | 12               | 13               | 14               | 15               |
| Punkte           | 25               | 20               | 16               | 13               | 11               | 10               | 9                | 8                | 7                | 6                | 5                | 4                | 3                | 2                | 1                |

| Punkteverteilung Sprintrennen | Punkteverteilung Sprintrennen | Punkteverteilung Sprintrennen | Punkteverteilung Sprintrennen | Punkteverteilung Sprintrennen | Punkteverteilung Sprintrennen | Punkteverteilung Sprintrennen | Punkteverteilung Sprintrennen | Punkteverteilung Sprintrennen | Punkteverteilung Sprintrennen |
| ----------------------------- | ----------------------------- | ----------------------------- | ----------------------------- | ----------------------------- | ----------------------------- | ----------------------------- | ----------------------------- | ----------------------------- | ----------------------------- |
| Platz                         | 1                             | 2                             | 3                             | 4                             | 5                             | 6                             | 7                             | 8                             | 9                             |
| Punkte                        | 12                            | 9                             | 7                             | 6                             | 5                             | 4                             | 3                             | 2                             | 1                             |

In die Wertung kommen alle erzielten Resultate.

## Rennkalender
| Nr. | Lauf  | Datum         | Land           | Strecke                                                  | Streckenlayout |
| --- | ----- | ------------- | -------------- | -------------------------------------------------------- | -------------- |
| 1   | 1     | 22. Mai       | Spanien        | Motorland Aragón (Alcañiz)                               |                |
| 1   | 2 & 3 | 23. Mai       | Spanien        | Motorland Aragón (Alcañiz)                               |                |
| 2   | 1     | 29. Mai       | Portugal       | Circuito do Estoril (Estoril)                            |                |
| 2   | 2 & 3 | 30. Mai       | Portugal       | Circuito do Estoril (Estoril)                            |                |
| 3   | 1     | 12.           | Italien        | Misano World Circuit Marco Simoncelli (Misano Adriatico) |                |
| 3   | 2     | 13. Juni      | Italien        | Misano World Circuit Marco Simoncelli (Misano Adriatico) |                |
| 4   | 1     | 3. Juli       | Großbritannien | Donington Park (Castle Donington)                        |                |
| 4   | 2 & 3 | 4. Juli       | Großbritannien | Donington Park (Castle Donington)                        |                |
| 5   | 1     | 24. Juli      | Niederlande    | TT Circuit Assen (Assen)                                 |                |
| 5   | 2     | 25. Juli      | Niederlande    | TT Circuit Assen (Assen)                                 |                |
| 6   | 1     | 7. August     | Tschechien     | Autodrom Most (Most)                                     |                |
| 6   | 2     | 8. August     | Tschechien     | Autodrom Most (Most)                                     |                |
| 7   | 1     | 21. August    | Spanien        | Circuito de Navarra (Los Arcos)                          |                |
| 7   | 2     | 22. August    | Spanien        | Circuito de Navarra (Los Arcos)                          |                |
| 8   | 1     | 4. September  | Frankreich     | Circuit de Nevers Magny-Cours (Magny-Cours)              |                |
| 8   | 2     | 5. September  | Frankreich     | Circuit de Nevers Magny-Cours (Magny-Cours)              |                |
| 9   | 1     | 18. September | Spanien        | Circuit de Barcelona-Catalunya (Montmeló)                |                |
| 9   | 2     | 19. September | Spanien        | Circuit de Barcelona-Catalunya (Montmeló)                |                |
| 10  | 1     | 25. September | Spanien        | Circuito de Jerez (Jerez de la Frontera)                 |                |
| 10  | 2     | 26. September | Spanien        | Circuito de Jerez (Jerez de la Frontera)                 |                |
| 11  | 1     | 2. Oktober    | Portugal       | Autódromo Internacional do Algarve (Portimão)            |                |
| 11  | 2     | 3. Oktober    | Portugal       | Autódromo Internacional do Algarve (Portimão)            |                |
| 12  | 1     | 16. Oktober   | Argentinien    | Circuito San Juan Villicum (San Juan)                    |                |
| 12  | 2     | 17. Oktober   | Argentinien    | Circuito San Juan Villicum (San Juan)                    |                |
| 13  | 1     | 13. November  | Indonesien     | Mandalika International Street Circuit (Lombok Tengah)   |                |
| 13  | 2     | 14. November  | Indonesien     | Mandalika International Street Circuit (Lombok Tengah)   |                |

## Teams und Fahrer
| Team                            | Hersteller | Maschine      | Nr. | Fahrer                | Läufe |
| ------------------------------- | ---------- | ------------- | --- | --------------------- | ----- |
| BMW Motorrad WorldSBK Team      | BMW        | M1000RR       | 60  | Michael van der Mark  | 1–5   |
| BMW Motorrad WorldSBK Team      | BMW        | M1000RR       | 66  | Tom Sykes             | 1–5   |
| Bonovo MGM Racing               | BMW        | M1000RR       | 94  | Jonas Folger          | 1–5   |
| RC Squadra Corse                | BMW        | M1000RR       | 50  | Eugene Laverty        | 1–4   |
| Aruba.it Racing – Ducati        | Ducati     | Panigale V4   | 21  | Michael Ruben Rinaldi | 1–5   |
| Aruba.it Racing – Ducati        | Ducati     | Panigale V4   | 45  | Scott Redding         | 1–5   |
| Barni Racing Team               | Ducati     | Panigale V4   | 53  | Tito Rabat            | 1–5   |
| Motocorsa Racing                | Ducati     | Panigale V4   | 47  | Axel Bassani          | 1–5   |
| Team GoEleven                   | Ducati     | Panigale V4   | 07  | Chaz Davies           | 1–5   |
| MIE Racing Honda Racing         | Honda      | CBR1000RR-R   |     | Alessandro Delbianco  |       |
| MIE Racing Honda Racing         | Honda      | CBR1000RR-R   | 36  | Leandro Mercado       | 1, 5  |
| Team HRC                        | Honda      | CBR1000RR-R   | 19  | Álvaro Bautista       | 1–5   |
| Team HRC                        | Honda      | CBR1000RR-R   | 91  | Leon Haslam           | 1–5   |
| Kawasaki Puccetti Racing        | Kawasaki   | Ninja ZX-10RR | 44  | Lucas Mahias          | 1–5   |
| Kawasaki Racing Team WorldSBK   | Kawasaki   | Ninja ZX-10RR | 01  | Jonathan Rea          | 1–5   |
| Kawasaki Racing Team WorldSBK   | Kawasaki   | Ninja ZX-10RR | 22  | Alex Lowes            | 1–5   |
| Orelac Racing VerdNatura        | Kawasaki   | Ninja ZX-10RR | 32  | Isaac Viñales         | 1–5   |
| TPR Team Pedercini Racing       | Kawasaki   | Ninja ZX-10RR | 12  | Luke Mossey           | 4     |
| TPR Team Pedercini Racing       | Kawasaki   | Ninja ZX-10RR | 76  | Samuele Cavalieri     | 1–3   |
| TPR Team Pedercini Racing       | Kawasaki   | Ninja ZX-10RR | 84  | Loris Cresson         | 1–5   |
| TPR Team Pedercini Racing       | Kawasaki   | Ninja ZX-10RR |     | Jayson Uribe          | 7     |
| Vince64                         | Kawasaki   | Ninja ZX-10RR | 09  | Andrea Mantovani      | 5     |
| Alstare Yamaha                  | Yamaha     | YZF-R1        | 23  | Christophe Ponsson    | 1–5   |
| GRT Yamaha WorldSBK Team        | Yamaha     | YZF-R1        | 03  | Kohta Nozane          | 1–5   |
| GRT Yamaha WorldSBK Team        | Yamaha     | YZF-R1        | 31  | Garrett Gerloff       | 1–5   |
| Pata Yamaha with Brixx WorldSBK | Yamaha     | YZF-R1        | 54  | Toprak Razgatlıoğlu   | 1–5   |
| Pata Yamaha with Brixx WorldSBK | Yamaha     | YZF-R1        | 55  | Andrea Locatelli      | 1–5   |
| YART                            | Yamaha     | YZF-R1        | TBA | Marvin Fritz          | 5     |
| YART                            | Yamaha     | YZF-R1        | TBA | Karel Hanika          | 5     |

| Legende         |
| --------------- |
| Stammfahrer     |
| Wildcard-Fahrer |
| Ersatzfahrer    |

## Rennergebnisse
| Nr.    | Datum               | Rennen                 | Strecke     | Pole-Position         | Lauf          | Platz 1                                                         | Platz 2                                                         | Platz 3                                                         | Schn. Rennrunde                                                 | Gesamtführung       | Gesamtführung |
| Nr.    | Datum               | Rennen                 | Strecke     | Pole-Position         | Lauf          | Platz 1                                                         | Platz 2                                                         | Platz 3                                                         | Schn. Rennrunde                                                 | Fahrer              | Konstrukteur  |
| ------ | ------------------- | ---------------------- | ----------- | --------------------- | ------------- | --------------------------------------------------------------- | --------------------------------------------------------------- | --------------------------------------------------------------- | --------------------------------------------------------------- | ------------------- | ------------- |
| 1      | 22.05.              | Spanien                | Aragón      | Jonathan Rea          | R1            | Jonathan Rea                                                    | Alex Lowes                                                      | Toprak Razgatlıoğlu                                             | Jonathan Rea                                                    | Jonathan Rea        | Kawasaki      |
| 1      | 23.05.              | Spanien                | Aragón      | Jonathan Rea          | SR            | Jonathan Rea                                                    | Alex Lowes                                                      | Garrett Gerloff                                                 | Michael van der Mark                                            | Jonathan Rea        | Kawasaki      |
| 1      | 23.05.              | Spanien                | Aragón      | Jonathan Rea          | R2            | Scott Redding                                                   | Jonathan Rea                                                    | Alex Lowes                                                      | Chaz Davies                                                     | Jonathan Rea        | Kawasaki      |
| 2      | 29.05.              | Portugal               | Estoril     | Jonathan Rea          | R1            | Scott Redding                                                   | Toprak Razgatlıoğlu                                             | Jonathan Rea                                                    | Toprak Razgatlıoğlu                                             | Jonathan Rea        | Kawasaki      |
| 2      | 30.05.              | Portugal               | Estoril     | Jonathan Rea          | SR            | Jonathan Rea                                                    | Toprak Razgatlıoğlu                                             | Scott Redding                                                   | Jonathan Rea                                                    | Jonathan Rea        | Kawasaki      |
| 2      | 30.05.              | Portugal               | Estoril     | Jonathan Rea          | R2            | Jonathan Rea                                                    | Chaz Davies                                                     | Toprak Razgatlıoğlu                                             | Jonathan Rea                                                    | Jonathan Rea        | Kawasaki      |
| 3      | 12.06.              | Italien                | Misano      | Jonathan Rea          | R1            | Michael Ruben Rinaldi                                           | Toprak Razgatlıoğlu                                             | Jonathan Rea                                                    | Jonathan Rea                                                    | Jonathan Rea        | Kawasaki      |
| 3      | 13.06.              | Italien                | Misano      | Jonathan Rea          | SR            | Michael Ruben Rinaldi                                           | Toprak Razgatlıoğlu                                             | Jonathan Rea                                                    | Michael Ruben Rinaldi                                           | Jonathan Rea        | Ducati        |
| 3      | 13.06.              | Italien                | Misano      | Michael Ruben Rinaldi | R2            | Toprak Razgatlıoğlu                                             | Michael Ruben Rinaldi                                           | Jonathan Rea                                                    | Toprak Razgatlıoğlu                                             | Jonathan Rea        | Ducati        |
| 4      | 03.07.              | Vereinigtes Königreich | Donington   | Jonathan Rea          | R1            | Toprak Razgatlıoğlu                                             | Jonathan Rea                                                    | Alex Lowes                                                      | Toprak Razgatlıoğlu                                             | Jonathan Rea        | Kawasaki      |
| 4      | 04.07.              | Vereinigtes Königreich | Donington   | Jonathan Rea          | SR            | Jonathan Rea                                                    | Tom Sykes                                                       | Michael van der Mark                                            | Toprak Razgatlıoğlu                                             | Jonathan Rea        | Kawasaki      |
| 4      | 04.07.              | Vereinigtes Königreich | Donington   | Jonathan Rea          | R2            | Toprak Razgatlıoğlu                                             | Garrett Gerloff                                                 | Tom Sykes                                                       | Jonathan Rea                                                    | Toprak Razgatlıoğlu | Kawasaki      |
| 5      | 24.07.              | Niederlande            | Assen       | Jonathan Rea          | R1            | Jonathan Rea                                                    | Scott Redding                                                   | Toprak Razgatlıoğlu                                             | Scott Redding                                                   | Jonathan Rea        |               |
| 5      | 25.07.              | Niederlande            | Assen       | Jonathan Rea          | SR            | Jonathan Rea                                                    | Toprak Razgatlıoğlu                                             | Scott Redding                                                   | Jonathan Rea                                                    | Jonathan Rea        |               |
| 5      | 25.07.              | Niederlande            | Assen       | Jonathan Rea          | R2            | Jonathan Rea                                                    | Scott Redding                                                   | Andrea Locatelli                                                | Jonathan Rea                                                    | Jonathan Rea        |               |
| 6      | 07.08.              | Tschechien             | Most        | Jonathan Rea          | R1            | Toprak Razgatlıoğlu                                             | Scott Redding                                                   | Andrea Locatelli                                                | Toprak Razgatlıoğlu                                             | Jonathan Rea        |               |
| 6      | 08.08.              | Tschechien             | Most        | Jonathan Rea          | SR            | Toprak Razgatlıoğlu                                             | Scott Redding                                                   | Jonathan Rea                                                    | Jonathan Rea                                                    | Jonathan Rea        |               |
| 6      | 08.08.              | Tschechien             | Most        | Toprak Razgatlıoğlu   | R2            | Scott Redding                                                   | Toprak Razgatlıoğlu                                             | Jonathan Rea                                                    | Scott Redding                                                   | Jonathan Rea        |               |
| 7      | 21.08.              | Spanien                | Navarra     | Jonathan Rea          | R1            | Scott Redding                                                   | Jonathan Rea                                                    | Toprak Razgatlıoğlu                                             | Jonathan Rea                                                    | Jonathan Rea        |               |
| 7      | 22.08.              | Spanien                | Navarra     | Jonathan Rea          | SR            | Scott Redding                                                   | Jonathan Rea                                                    | Toprak Razgatlıoğlu                                             | Scott Redding                                                   | Jonathan Rea        |               |
| 7      | 22.08.              | Spanien                | Navarra     | Scott Redding         | R2            | Toprak Razgatlıoğlu                                             | Scott Redding                                                   | Jonathan Rea                                                    | Jonathan Rea                                                    | Jonathan Rea        |               |
| 8      | 04.09.              | Frankreich             | Magny-Cours | Jonathan Rea          | R1            | Toprak Razgatlıoğlu                                             | Jonathan Rea                                                    | Andrea Locatelli                                                | Toprak Razgatlıoğlu                                             | Toprak Razgatlıoğlu |               |
| 8      | 05.09.              | Frankreich             | Magny-Cours | Jonathan Rea          | SR            | Jonathan Rea                                                    | Toprak Razgatlıoğlu                                             | Alex Lowes                                                      | Jonathan Rea                                                    | Toprak Razgatlıoğlu |               |
| 8      | 05.09.              | Frankreich             | Magny-Cours | Jonathan Rea          | R2            | Toprak Razgatlıoğlu                                             | Jonathan Rea                                                    | Scott Redding                                                   | Jonathan Rea                                                    | Toprak Razgatlıoğlu |               |
| 9      | 18.09.              | Spanien                | Barcelona   |                       | R1            | Scott Redding                                                   | Axel Bassani                                                    | Michael Rinaldi                                                 | Scott Redding                                                   | Jonathan Rea        |               |
| 9      | 19.09.              | Spanien                | Barcelona   | SR                    | Jonathan Rea  | Toprak Razgatlıoğlu                                             | Álvaro Bautista                                                 | Toprak Razgatlıoğlu                                             |                                                                 | Jonathan Rea        |               |
| 9      | 19.09.              | Spanien                | Barcelona   | Jonathan Rea          | R2            | Michael Rinaldi                                                 | Toprak Razgatlıoğlu                                             | Scott Redding                                                   | Michael Rinaldi                                                 | Toprak Razgatlıoğlu |               |
| 10     | 25.09.              | Spanien                | Jerez       | Toprak Razgatlıoğlu   | R1            | Toprak Razgatlıoğlu                                             | Jonathan Rea                                                    | Scott Redding                                                   | Jonathan Rea                                                    | Toprak Razgatlıoğlu |               |
| 10     | 26.09.              | Spanien                | Jerez       | Toprak Razgatlıoğlu   | SR            | abgesagt auf Grund des tödlichen Unfalls von Dean Berta Viñales | abgesagt auf Grund des tödlichen Unfalls von Dean Berta Viñales | abgesagt auf Grund des tödlichen Unfalls von Dean Berta Viñales | abgesagt auf Grund des tödlichen Unfalls von Dean Berta Viñales | Toprak Razgatlıoğlu |               |
| 10     | 26.09.              | Spanien                | Jerez       | Toprak Razgatlıoğlu   | R2            | Toprak Razgatlıoğlu                                             | Scott Redding                                                   | Álvaro Bautista                                                 | Scott Redding                                                   | Toprak Razgatlıoğlu |               |
| 11     | 02.10.              | Portugal               | Portimão    | Toprak Razgatlıoğlu   | R1            | Toprak Razgatlıoğlu                                             | Scott Redding                                                   | Loris Baz                                                       | Scott Redding                                                   | Toprak Razgatlıoğlu |               |
| 11     | 03.10.              | Portugal               | Portimão    | Toprak Razgatlıoğlu   | SR            | Michael van der Mark                                            | Scott Redding                                                   | Loris Baz                                                       | Michael van der Mark                                            | Toprak Razgatlıoğlu |               |
| 11     | 03.10.              | Portugal               | Portimão    | Michael van der Mark  | R2            | Jonathan Rea                                                    | Scott Redding                                                   | Andrea Locatelli                                                | Jonathan Rea                                                    | Toprak Razgatlıoğlu |               |
| 12     | 16.10.              | Argentinien            | San Juan    |                       | R1            | Toprak Razgatlıoğlu                                             | Jonathan Rea                                                    | Michael Rinaldi                                                 | Toprak Razgatlıoğlu                                             | Toprak Razgatlıoğlu |               |
| 17.10. | SR                  | Argentinien            | San Juan    | Toprak Razgatlıoğlu   | Scott Redding | Jonathan Rea                                                    | Scott Redding                                                   | Toprak Razgatlıoğlu                                             |                                                                 |                     |               |
| 17.10. | Toprak Razgatlıoğlu | Argentinien            | San Juan    | R2                    | Scott Redding | Jonathan Rea                                                    | Toprak Razgatlıoğlu                                             | Toprak Razgatlıoğlu                                             | Scott Redding                                                   |                     |               |
| 13     | 13.11.              | Indonesien             | Mandalika   | Toprak Razgatlıoğlu   | R1            | Jonathan Rea                                                    | Toprak Razgatlıoğlu                                             | Scott Redding                                                   | Toprak Razgatlıoğlu                                             | Toprak Razgatlıoğlu |               |
| 13     | 14.11.              | Indonesien             | Mandalika   | Toprak Razgatlıoğlu   | SR            | Toprak Razgatlıoğlu                                             | Jonathan Rea                                                    | Scott Redding                                                   | Toprak Razgatlıoğlu                                             | Toprak Razgatlıoğlu |               |
| 13     | 14.11.              | Indonesien             | Mandalika   | Toprak Razgatlıoğlu   | R2            | Jonathan Rea                                                    | Scott Redding                                                   | Michael van der Mark                                            | Scott Redding                                                   | Toprak Razgatlıoğlu | Yamaha        |

## Fahrerwertung
| Rang | Fahrer                | Maschine | ARA | ARA | ARA | EST | EST | EST | ITA | ITA | ITA | GBR | GBR | GBR | NED | NED | NED | CZE | CZE | CZE | NAV | NAV | NAV | FRA | FRA | FRA | BAR | BAR | BAR | JER | JER | JER | POR | POR | POR | ARG | ARG | ARG | IDN | IDN | IDN | Gesamt- punkte |
| Rang | Fahrer                | Maschine | R1  | SR  | R2  | R1  | SR  | R2  | R1  | SR  | R2  | R1  | SR  | R2  | R1  | SR  | R2  | R1  | SR  | R2  | R1  | SR  | R2  | R1  | SR  | R2  | R1  | SR  | R2  | R1  | SR  | R2  | R1  | SR  | R2  | R1  | SR  | R2  | R1  | SR  | R2  | Gesamt- punkte |
| ---- | --------------------- | -------- | --- | --- | --- | --- | --- | --- | --- | --- | --- | --- | --- | --- | --- | --- | --- | --- | --- | --- | --- | --- | --- | --- | --- | --- | --- | --- | --- | --- | --- | --- | --- | --- | --- | --- | --- | --- | --- | --- | --- | -------------- |
| 1    | Toprak Razgatlıoğlu   | Yamaha   | 3   | 6   | 6   | 2   | 2   | 3   | 2   | 2   | 1   | 1   | 6   | 1   | 3   | 3   | DNF | 1   | 1   | 2   | 3   | 3   | 1   | 1   | 2   | 1   | DNF | 2   | 2   | 1   |     | 1   | 1   | 6   | DNF | 1   | 1   | 3   | 2   | 1   | 4   | 564            |
| 2    | Jonathan Rea          | Kawasaki | 1   | 1   | 2   | 3   | 1   | 1   | 3   | 3   | 3   | 2   | 1   | 20  | 1   | 1   | 1   | DNF | 3   | 3   | 2   | 2   | 3   | 2   | 1   | 2   | 4   | 1   | 6   | 2   |     | 5   | DNF | DNF | 1   | 2   | 3   | 2   | 1   | 2   | 1   | 551            |
| 3    | Scott Redding         | Ducati   | 4   | 8   | 1   | 1   | 3   | 16  | 4   | 4   | 4   | DNF | 18  | 4   | 2   | 5   | 2   | 2   | 2   | 1   | 1   | 1   | 2   | 12  | 5   | 3   | 1   | 15  | 3   | 3   |     | 2   | 2   | 2   | 2   | 9   | 2   | 1   | 3   | 3   | 2   | 501            |
| 4    | Andrea Locatelli      | Yamaha   | 10  | 12  | 9   | 10  | 11  | 5   | 9   | 9   | 9   | DNF | 9   | 11  | 5   | 4   | 3   | 3   | 4   | 4   | 4   | 4   | 4   | 3   | 4   | 4   | 12  | DNF | 5   | 4   |     | 4   | DNF | 4   | 3   | 8   | 6   | 7   | 4   | 5   | 8   | 291            |
| 5    | Michael Ruben Rinaldi | Ducati   | 7   | 11  | 16  | 5   | 5   | DNF | 1   | 1   | 2   | 12  | 10  | 8   | DNF | 2   | 8   | 4   | 10  | 5   | 10  | 13  | 7   | 4   | 10  | 7   | 3   | 5   | 1   | DNF |     | 7   | 4   | DNF | 7   | 3   | 8   | 5   | 12  | 14  | DNF | 282            |
| 6    | Michael van der Mark  | BMW      | 11  | 5   | 5   | 7   | 13  | 6   | 10  | DNF | 10  | 5   | 3   | 5   | 4   | DNF | 6   | DNF | 11  | 7   | 7   | 8   | 9   | 5   | 6   | 8   | 5   | DNF | 9   | 7   |     | 8   | DNF | 1   | 6   | 6   | 5   | 6   | 6   | 9   | 3   | 262            |
| 7    | Garrett Gerloff       | Yamaha   | 9   | 3   | 7   | 4   | 4   | DNF | 12  | 8   | 5   | 7   | 5   | 2   | 6   | 8   | DNF | 6   | 6   | 8   | 9   | 9   | DNF | 11  | 13  | 9   | DNF | 8   | 7   | 10  |     | 10  | 6   | 8   | 5   | 7   | 7   | 8   | 11  | 4   | 6   | 228            |
| 8    | Alex Lowes            | Kawasaki | 2   | 2   | 3   | 19  | 6   | 4   | 5   | 5   | 6   | 3   | 14  | 6   | DNF | 6   | 7   | 13  | 7   | 6   | 5   | 5   | 6   | DNF | 3   | DNF | 6   | 4   | DNF | 9   |     |     |     |     |     | 4   | 9   | DNS |     |     |     | 213            |
| 9    | Axel Bassani          | Ducati   | 12  | 17  | 14  | 11  | 14  | 11  | 7   | 6   | 7   | 10  | 11  | 13  | 10  | 10  | 9   | 5   | 8   | DNF | 8   | 12  | 10  | 8   | 11  | 11  | 2   | 6   | 8   | 8   |     | 6   | 7   | 7   | 9   | 5   | 4   | 4   | 5   | 7   | DNF | 210            |
| 10   | Álvaro Bautista       | Honda    | DNF | 7   | 11  | 8   | 10  | 7   | 6   | 10  | 8   | 8   | 15  | 10  | DNF | 18  | 5   | 7   | 9   | 10  | DNF | 10  | 8   | 6   | 7   | 6   | 9   | 3   | 4   | 5   |     | 3   | DNF | 5   | DNF | DNF | 11  | 10  | 7   | 8   | 10  | 195            |
| 11   | Tom Sykes             | BMW      | 6   | DNF | 4   | 14  | 7   | 8   | 8   | 7   | 12  | 4   | 2   | 3   | 7   | 7   | 15  | 9   | 5   | 9   | 6   | 6   | 5   | 9   | 12  | 10  | 8   | DNF | DNF |     |     |     |     |     |     |     |     |     | 10  | 6   | 5   | 184            |
| 12   | Chaz Davies           | Ducati   | 5   | 4   | 19  | 6   | 9   | 2   | NC  | DNF | DNF | 11  | 8   | 7   | 9   | 9   | 4   | DNF | 14  | 12  | DNF | 7   | DNF | 7   | 8   | 5   | 10  | DNF | DNS |     |     |     |     |     |     | 12  | 13  | 9   | 8   | 11  | 12  | 143            |
| 13   | Leon Haslam           | Honda    | 8   | 10  | DNF | 12  | 16  | 12  | 14  | 11  | DNF | 6   | 4   | 9   | 8   | 12  | 10  | 8   | 13  | 11  | 13  | 14  | DNF | 10  | 9   | DNF | 7   | 7   | 11  | 11  |     | 12  | 5   | DNF | 8   | 10  | 10  | 11  |     |     |     | 134            |
| 14   | Kohta Nozane          | Yamaha   | 14  | 9   | 12  | 15  | 15  | 13  | 13  | 12  | 13  | WD  | WD  | WD  | DNF | 15  | 12  | 14  | 15  | 14  | 11  | 11  | DNF | 17  | 16  | 14  | 11  | DNF | 10  | 13  |     | DNF | 14  | DNF | 13  | 15  | 14  | 14  | 15  | 16  | 7   | 64             |
| 15   | Loris Baz             | Ducati   |     |     |     |     |     |     |     |     |     |     |     |     |     |     |     |     |     |     |     |     |     |     |     |     |     |     |     | 6   |     | 9   | 3   | 3   | 4   |     |     |     |     |     |     | 53             |
| 16   | Tito Rabat            | Ducati   | DNF | 14  | DNF | 9   | 12  | 10  | 15  | 14  | 14  | DNF | DNF | 14  | DNF | 11  | 11  | DNF | DNF | 13  | 12  | DNF | 11  | 14  | 15  | 15  |     |     |     |     |     |     | 13  | 14  | DNF | 11  | 12  | 12  | DNF | 17  | 13  | 53             |
| 17   | Isaac Viñales         | Kawasaki | 13  | 15  | 13  | 17  | 17  | 15  | 17  | 15  | 17  | 15  | 13  | 17  | 11  | 13  | 14  | 12  | 17  | 17  |     |     |     | 15  | DNF | DNS | 14  | 12  | 15  |     |     |     | 11  | 10  | 12  | DNF | 17  | 13  | 13  | 13  | 9   | 45             |
| 18   | Lucas Mahias          | Kawasaki | 15  | DNF | 10  | 13  | DNF | 15  | 11  | DNF | 11  | 9   | 7   | 12  | DNF | DNS | DNS |     |     |     | DNF | 15  | 14  | DNS | 14  | 13  | 13  | DNF | DNF |     |     |     |     |     |     |     |     |     |     |     |     | 44             |
| 19   | Eugene Laverty        | BMW      | DNF | 16  | 17  | 18  | 8   | 9   | DNS | 13  | 15  | 13  | 12  | 15  |     |     |     |     |     |     |     |     |     |     |     |     |     |     |     | 12  |     | 11  | 9   | 9   | 10  | 13  | 15  | 16  |     |     |     | 40             |
| 20   | Christophe Ponsson    | Yamaha   | 17  | 19  | 15  | DNF | 20  | 17  | 18  | 16  | 18  | DNF | DNF | 19  |     |     |     | 11  | 16  | 15  | 15  | 17  | 13  | 13  | 17  | 12  | 17  | 9   | 13  | 15  |     | DNF | 16  |     | 14  | 16  | 19  | 17  | DNF | 12  | 11  | 36             |
| 21   | Leandro Mercado       | Honda    | DNF | 18  | 18  |     |     |     |     |     |     |     |     |     | 12  | 14  | 13  |     |     |     | DNF | 18  | 15  | DNF | 19  | 17  | 15  | 10  | 14  | DNF |     | 15  | 8   | 11  | 11  | 15  | 16  | 15  | 9   | 10  | DNF | 33             |
| 22   | Jonas Folger          | BMW      | 16  | 13  | 8   | 16  | 18  | DNF | 16  | 19  | 16  | DNF | 16  | DNF | DNF | DNS | DNS | DNF | 18  | 16  | 14  | 16  | 12  | 16  | 18  | 16  | 19  | 13  | 16  | 14  |     | 13  | 15  | 13  | 15  |     |     |     |     |     |     | 21             |
| 23   | Samuele Cavalieri     | Kawasaki | DNF | DNF | 21  | DNF | DNF | DNF | 19  | 17  | 19  |     |     |     |     |     |     |     |     |     |     |     |     |     |     |     | 16  | 11  | 12  | DNF |     | 14  | 12  | 12  | 16  | 14  | 18  | 18  | 14  | 15  | 14  | 16             |
| 24   | Marvin Fritz          | Yamaha   |     |     |     |     |     |     |     |     |     |     |     |     |     |     |     | 10  | 12  | 19  |     |     |     |     |     |     |     |     |     | 16  |     | 16  |     |     |     |     |     |     |     |     |     | 6              |
| 25   | Loris Cresson         | Kawasaki | 18  | 20  | 20  | 20  | 19  | 18  | 20  | 18  | 20  | 16  | DNF | 18  | 13  | 17  | 17  | DNF | 19  | 20  | 17  | 20  | 17  | 18  | 20  | 18  | 18  | 14  | DNF | 17  |     | DNF | 16  | DNF | DNF |     |     |     |     |     |     | 3              |
| 26   | Andrea Mantovani      | Kawasaki |     |     |     |     |     |     |     |     |     |     |     |     | 14  | 16  | 16  |     |     |     |     |     |     |     |     |     |     |     |     | 18  |     | 17  |     |     |     |     |     |     |     |     |     | 2              |
| 27   | Luke Mossey           | Kawasaki |     |     |     |     |     |     |     |     |     | 14  | 17  | 16  |     |     |     |     |     |     |     |     |     |     |     |     |     |     |     |     |     |     |     |     |     |     |     |     |     |     |     | 2              |
|      | Karel Hanika          | Yamaha   |     |     |     |     |     |     |     |     |     |     |     |     |     |     |     | DNF | DNF | 18  |     |     |     |     |     |     |     |     |     |     |     |     |     |     |     |     |     |     |     |     |     | 0              |
|      | Alessandro Delbianco  | Honda    |     |     |     |     |     |     |     |     |     |     |     |     |     |     |     | DNF | DNF | DNF |     |     |     |     |     |     |     |     |     |     |     |     |     |     |     |     |     |     |     |     |     | 0              |
|      | Naomihi Uramoto       | Suzuki   |     |     |     |     |     |     |     |     |     |     |     |     |     |     |     |     |     |     | 16  | 19  | DNF |     |     |     |     |     |     |     |     |     |     |     |     |     |     |     |     |     |     | 0              |
|      | Jayson Uribe          | Kawasaki |     |     |     |     |     |     |     |     |     |     |     |     |     |     |     | DNF | 20  | 21  | 18  | 21  | 16  |     |     |     |     |     |     |     |     |     |     |     |     |     |     |     |     |     |     | 0              |
|      | Marco Solorza         | Kawasaki |     |     |     |     |     |     |     |     |     |     |     |     |     |     |     |     |     |     |     |     |     |     |     |     |     |     |     |     |     |     |     |     |     | 18  | 21  | 20  |     |     |     | 0              |
|      | Gabriele Ruiu         | BMW      |     |     |     |     |     |     |     |     |     |     |     |     |     |     |     |     |     |     |     |     |     |     |     |     |     |     |     |     |     |     | DNF | 15  | DNF |     |     |     |     |     |     | 0              |
|      | Lachlan Epis          | Kawasaki |     |     |     |     |     |     |     |     |     |     |     |     |     |     |     |     |     |     |     |     |     |     |     |     | 20  | 16  | DNF | 19  |     | 18  | DNF | 17  | DNF |     |     |     |     |     |     | 0              |
|      | Luciano Ribodino      | Kawasaki |     |     |     |     |     |     |     |     |     |     |     |     |     |     |     |     |     |     |     |     |     |     |     |     |     |     |     |     |     |     |     |     |     | 19  | 20  | 19  |     |     |     | 0              |
|      | Oliver König          | Kawasaki |     |     |     |     |     |     |     |     |     |     |     |     |     |     |     |     |     |     |     |     |     |     |     |     |     |     |     |     |     |     |     |     |     |     |     |     | DNF | 18  | DNS | 0              |

## Konstrukteurswertung
| Rang | Konstrukteur | ARA | ARA | ARA | EST | EST | EST | ITA | ITA | ITA | GBR | GBR | GBR | NED | NED | NED | CZE | CZE | CZE | NAV | NAV | NAV | FRA | FRA | FRA | BAR | BAR | BAR | JER | JER | JER | EST | EST | EST | ARG | ARG | ARG | IDN | IDN | IDN | Gesamt- punkte |
| Rang | Konstrukteur | R1  | SR  | R2  | R1  | SR  | R2  | R1  | SR  | R2  | R1  | SR  | R2  | R1  | SR  | R2  | R1  | SR  | R2  | R1  | SR  | R2  | R1  | SR  | R2  | R1  | SR  | R2  | R1  | SR  | R2  | R1  | SR  | R2  | R1  | SR  | R2  | R1  | SR  | R2  | Gesamt- punkte |
| ---- | ------------ | --- | --- | --- | --- | --- | --- | --- | --- | --- | --- | --- | --- | --- | --- | --- | --- | --- | --- | --- | --- | --- | --- | --- | --- | --- | --- | --- | --- | --- | --- | --- | --- | --- | --- | --- | --- | --- | --- | --- | -------------- |
| 1    | Kawasaki     | 1   | 1   | 2   | 3   | 1   | 1   | 3   | 3   | 3   | 2   | 1   | 6   |     |     |     |     |     |     |     |     |     |     |     |     |     |     |     |     |     |     |     |     |     |     |     |     |     |     |     | 196            |
| 2    | Yamaha       | 3   | 3   | 6   | 2   | 2   | 3   | 2   | 2   | 1   | 1   | 5   | 1   |     |     |     |     |     |     |     |     |     |     |     |     |     |     |     |     |     |     |     |     |     |     |     |     |     |     |     | 187            |
| 3    | Ducati       | 4   | 4   | 1   | 1   | 3   | 2   | 1   | 1   | 2   | 10  | 8   | 4   |     |     |     |     |     |     |     |     |     |     |     |     |     |     |     |     |     |     |     |     |     |     |     |     |     |     |     | 174            |
| 4    | BMW          | 6   | 5   | 4   | 7   | 7   | 6   | 8   | 7   | 10  | 4   | 2   | 3   |     |     |     |     |     |     |     |     |     |     |     |     |     |     |     |     |     |     |     |     |     |     |     |     |     |     |     | 105            |
| 5    | Honda        | 8   | 7   | 11  | 8   | 10  | 7   | 6   | 10  | 8   | 6   | 4   | 9   |     |     |     |     |     |     |     |     |     |     |     |     |     |     |     |     |     |     |     |     |     |     |     |     |     |     |     | 76             |